# Caner Osmanpaşa
Caner Osmanpaşa (Trebisonda, 15 gennaio 1988) è un calciatore turco, difensore del Kocaelispor.

## Palmarès

### Club

#### Competizioni nazionali
- Coppa di Turchia: 1

Akhisar Belediyespor: 2017-2018
- Supercoppa di Turchia: 1

Akhisar Belediyespor: 2018
- TFF 1. Lig: 1

Kocaelispor: 2024-2025